# Acide 1-pyrroline-5-carboxylique
L’acide 1-pyrroline-5-carboxylique, ou acide δ-1-pyrroline-5-carboxylique, est un acide iminé dont l'énantiomère S est produit à partir de la proline par la pyrroline-5-carboxylate réductase (EC 1.5.1.2) et est converti en glutamate par la 1-pyrroline-5-carboxylate déshydrogénase (EC 1.5.1.12).